# Курово (Західнопоморське воєводство)
Курово (пол. Kurowo) — село в Польщі, у гміні Боболиці Кошалінського повіту Західнопоморського воєводства.
Населення — 567 осіб (2011).

## Демографія
Демографічна структура станом на 31 березня 2011 року:
|          | Загалом | Допрацездатний вік | Працездатний вік | Постпрацездатний вік |
| -------- | ------- | ------------------ | ---------------- | -------------------- |
| Чоловіки | 291     | 69                 | 203              | 19                   |
| Жінки    | 276     | 73                 | 156              | 47                   |
| Разом    | 567     | 142                | 359              | 66                   |